# Рейс 85 Korean Air 11 сентября 2001 года
Рейс 85 Korean Air 11 сентября 2001 — пассажирский рейс 11 сентября 2001 года. Boeing 747-4B5, выполнявший плановый международный рейс KE085 по маршруту Сеул—Анкоридж—Нью-Йорк, был заподозрен в угоне и участии в терактах 11 сентября и перехвачен истребителями F-15. Когда самолёт приземлился в международном аэропорту Уайтхорса, было обнаружено, что подозрение оказалось ложным и явилось результатом неправильных действий пилотов, которые ввели в систему ACARS ошибочные данные, соответствующие угону самолёта, когда услышали от авиадиспетчера о терактах 11 сентября и предостережение об опасности угона воздушного судна.

## Хронология событий
Рейс 085 вылетел из Международного аэропорта Инчхон в Сеуле и взял курс на Анкоридж, где должен был совершить промежуточную посадку перед полётом в Нью-Йорк.
- 07:59[* 1] — Рейс AAL11 вылетел из Международного аэропорта Логан в Бостоне
- 08:14 — Рейс UAL175 вылетел из Международного аэропорта Логан в Бостоне
- 08:14 — Рейс AAL11 был захвачен террористами
- 08:20 — Рейс AAL77 вылетел из Международного аэропорта имени Даллеса в Вашингтоне
- 08:42 — Рейс UAL93 вылетел из Международного аэропорта Ньюарк
- 08:42 — 08:46 — Рейс UAL175 был захвачен террористами
- 08:46.40 — Рейс AAL11 врезается в Северную башню Всемирного торгового центра
- 08:51 — 08:54 — Рейс AAL77 был захвачен террористами
- 09:03.02 — Рейс UAL175 врезается в Южную башню ВТЦ
- ~ 09:28 — Рейс UAL93 был захвачен террористами
- 09:37 — Рейс AAL77 врезается в западное крыло Пентагона
- 09:58.59 — Южная башня ВТЦ рушится
- 10:03.11 — Рейс UAL93 упал в Пенсильвании из-за сопротивления пассажиров
- 10:10 — Часть стены Пентагона рушится
- 10:28.23 — Северная башня ВТЦ рушится.

После нескольких угонов самолётов всем самолётам было приказано совершить посадку, как можно скорее, и остерегаться угонщиков, которые могли присутствовать на рейсе. Международным рейсам был отдан приказ вернуться в аэропорт вылета, или, если не хватало топлива, приземлиться на территории Канады.
Пилоты обсуждали произошедшее между собой и в качестве сообщения авиакомпании ввели в систему ACARS буквы «HJK», это означает, что самолёт угнан. Диспетчер приказал поменять сигнал транспондера на 7500, универсальный код для угнанного самолёта.
В те времена подразумевалось, что во время угона угонщик врывается в кабину пилотов и диктует пилоту условия. Пилоты знают о том, что́ означает этот код, в то время как для угонщика эти цифры ничего не значат. Пилоты должны были не менять код, а сообщить диспетчеру, что самолёт не угнан, что подтвердило бы, что опасения ложные. Однако пилоты просто выполнили приказ авиадиспетчера, а диспетчеры только уверились в том, что самолёт захвачен.
Диспетчеры знали, что самолёт направляется в Анкоридж, и решили, что террористы хотят врезаться в какую-то цель на Аляске. Обеспокоенный этим, губернатор Аляски Тони Ноулз приказал эвакуировать все правительственные здания и крупные отели. Были подняты истребители F-15 на перехват самолёта. Нортон Шварц, генерал-лейтенант, который отвечал за истребители F-15, готовился сбить самолёт, если он приблизится к какой-нибудь потенциальной цели. Диспетчеры же сообщили, чтобы самолёт направлялся в Уайтхорс в Канаде и избегал всех населённых пунктов. NORAD связался с правительством Канады, чтобы получить разрешение сбить самолёт над территорией Канады в случае приближения самолёта к объектам, которые могли быть целью террористов.

Я сказал: «Да, если вы думаете, что это террористы, перезвоните мне ещё раз, но будьте готовы сбить их». Таким образом, я дал принципиальное разрешение. Это немного страшно… Там самолёт с сотнями людей, и ты должен принять такое решение… Но нужно быть готовым к такому. Я думал об этом так: ты знаешь, что временами приходится принимать решения, которые будут мучить тебя всю оставшуюся жизнь.Оригинальный текст (англ.)I said, 'Yes, if you think they are terrorists, you call me again but be ready to shoot them down.' So I authorized it in principle, It's kind of scary that ... there is this plane with hundreds of people and you have to call a decision like that. ... But you prepare yourself for that. I thought about it – you know that you will have to make decisions at times that will be upsetting you for the rest of your life.
— Жан Кретьен, премьер-министр Канады в 2001 году
Через 90 минут после того как сигнал транспондера был изменён на 7500, Boeing 747 приземлился в аэропорту Уайтхорса. Перед посадкой были эвакуированы все школы и большие здания в Уайтхорсе. В аэропорту самолёт встречали офицеры Королевской Конной Полиции Канады.

## Последствия

### Причина
В результате допроса пилотов стало понятно, что причиной инцидента стала ошибка в переводе. Авиадиспетчеры приказали пилотам поменять сигнал транспондера, и пилоты сделали это.

### Номер рейса
Рейс KE085 существует до настоящего времени, но теперь не совершает промежуточную посадку в Анкоридже. Рейс Сеул—Нью-Йорк выполняется Boeing 777-300ER и Boeing 747-8.